# 赛阿米鲁丁
赛阿米鲁丁·赛阿末，马来西亚政治人物，国阵巫统籍，曾经于2004年至2013年担任槟城州立法议会峇六拜州议员。

## 个人荣誉
- 马来西亚：
  -  护国有功成员勋章（AMN）（1999年）[3]